# Pokr Sepasar
Pokr Sepasar (in armeno Փոքր Սեպասար?) è un comune di 172 abitanti (2001) della Provincia di Shirak in Armenia.